# Myrmica colax
Myrmica colax (лат.)—  вид мелких муравьёв рода Myrmica (подсемейство мирмицины) длиной около 4—5 мм.

## Распространение
Северная Америка: Davis Mountains, штат Техас, США.

## Систематика
Этот вид был впервые описан в 1957 году американским энтомологом A. C. Cole в составе отдельного рода Paramyrmica под названием Paramyrmica colax  Cole. Позднее вид был включен в состав рода Myrmica.

## Биология
Обнаружен в муравейнике вида Myrmica striolagaster со сходной морфологией. Предположительно инквилин.

## Красная книга
Эти муравьи включены в «Красный список угрожаемых видов» (англ. IUCN Red List of Threatened Animals) международной Красной книги Всемирного союза охраны природы (The World Conservation Union, IUCN) в статусе Vulnerable D2 (таксоны в уязвимости или под угрозой исчезновения).